# 앤소프 매트릭스
앤소프 매트릭스(Ansoff matrix)는 경영진, 고위 관리자 및 마케팅 담당자가 미래 비즈니스 성장을 위한 전략을 고안하는 데 도움이 되는 프레임워크를 제공하는 전략 계획 도구이다. 이 개념을 만든 응용 수학자이자 비즈니스 관리자인 러시아계 미국인 이고르 안소프(Igor Ansoff)의 이름을 따서 명명되었다.

## 성장 전략
앤소프는 1957년 논문인 다양화 전략(Strategies for Diversification)에서 제품 시장 전략에 대한 정의를 "제품이 충족하도록 설계된 제품 라인과 해당 제품이 수행하도록 설계된 일련의 임무"로 정의했다. 그는 4가지 성장 대안을 설명한다. 기존 또는 신규 제품으로 기존 또는 신규 시장에서 조직을 성장시키기 위한 것이다. 각 대안은 조직에 대해 서로 다른 수준의 위험을 내포한다.

### 시장 침투력
시장 침투 전략을 사용하여 조직은 기존 시장에서 기존 제품(제품 및 서비스)을 사용하여 성장하려고 한다. 즉, 현재 시장 시나리오에서 시장 점유율을 높이려고 한다. 여기에는 기존 시장 부문 내에서 시장 점유율을 높이는 것이 포함된다. 이는 기존 고객에게 더 많은 제품이나 서비스를 판매하거나 기존 시장에서 새로운 고객을 찾음으로써 달성할 수 있다. 여기에서 회사는 보다 적극적인 판촉 및 유통을 통해 현재 시장에서 현재 제품의 판매 증가를 추구한다.
이는 다음과 같이 수행할 수 있다.
- 가격 하락
- 홍보 및 유통 지원 확대
- 같은 시장에서 경쟁사 인수
- 겸손한 제품 개선

이것은 가장 위험이 적은 성장 옵션이다.

### 시장 개발
시장 개발 전략에서 회사는 기존 제품을 사용하고 최소한의 제품/서비스 개발을 통해 새로운 시장(지역, 국가 등)으로 확장하려고 한다.
이는 다음과 같이 수행할 수 있다.
- 다른 고객 세그먼트
- 이전에 가계에만 판매되던 상품의 산업 구매자
- 국가의 새로운 지역 또는 지역
- 해외 시장

이 전략은 다음과 같은 경우에 성공할 가능성이 더 크다.
- 당사는 새로운 시장에서 활용할 수 있는 고유한 제품 기술을 보유하고 있다.
- 생산량을 늘리면 규모의 경제 효과를 얻을 수 있음
- 새로운 시장은 경험이 있는 시장과 크게 다르지 않다.
- 시장의 구매자는 본질적으로 수익성이 있다.

이 추가 사분면 이동은 불확실성을 증가시켜 위험을 더욱 증가시킨다.

### 제품 개발
제품 개발 전략에서 회사는 성장을 달성하기 위해 기존 시장을 대상으로 하는 새로운 제품과 서비스를 만들려고 한다. 여기에는 회사의 기존 시장에서 사용할 수 있는 제품 범위를 확장하는 것이 포함된다. 이러한 제품은 다음을 통해 얻을 수 있다.
- 추가 제품의 연구 개발에 대한 투자;
- 타인의 제품을 생산할 권리를 취득하는 행위
- 제품을 구매하고 자신의 브랜드로 "배지";
- 회사의 유통 채널 또는 브랜드에 대한 액세스가 필요한 다른 회사의 소유권과의 공동 개발.

이것은 또한 하나의 사분면 이동으로 구성되므로 시장 침투보다 위험하고 시장 개발과 유사한 위험이다.

### 다양화
다각화에서 조직은 새로운 시장에 새로운 제품을 도입하여 시장 점유율을 높이려고 한다. 제품 개발과 시장 개발이 모두 필요하기 때문에 가장 위험한 전략이다.
관련 다각화의 경우 기존 비즈니스의 기업과 신제품/시장 공간 사이에 관계가 있으므로 잠재적인 시너지 효과가 있다.
비관련 다각화, 결과 기업이 대기업, 즉 서로 관계가 없는 비즈니스 집합이기 때문에 "기업 성장"이라고도 한다. 회사의 현재 제품 및 시장 외부에서 사업을 시작하거나 인수함으로써 회사 성장을 위한 전략이다.
다각화는 두 개의 사분면 이동으로 구성되므로 가장 위험한 성장 옵션으로 간주된다.

## 이용
앤소프 매트릭스는 성장 옵션을 식별하고 탐색하려는 조직에 유용한 도구이다. 위험은 사분면마다 다르지만 다각화가 가장 위험하지만 조직이 관련 없는 여러 시장으로 제품을 성공적으로 다각화하면 실제로 전체 포트폴리오 위험이 낮아진다고 주장할 수 있다.
개인 경력 개발에 대한 접근 방식도 매트릭스를 사용하여 개발되었다. 시장 침투에 해당하는 전문가 개발(동일 산업, 동일한 기술), 시장 개발에 산업 이전, 제품 개발에 일치하는 기능 기술 개발 및 다양화에 일치하는 재교육이 있다.

## 같이 보기
- 사업 모형
- 마케팅
- 시장세분화